# Matthias Gülger

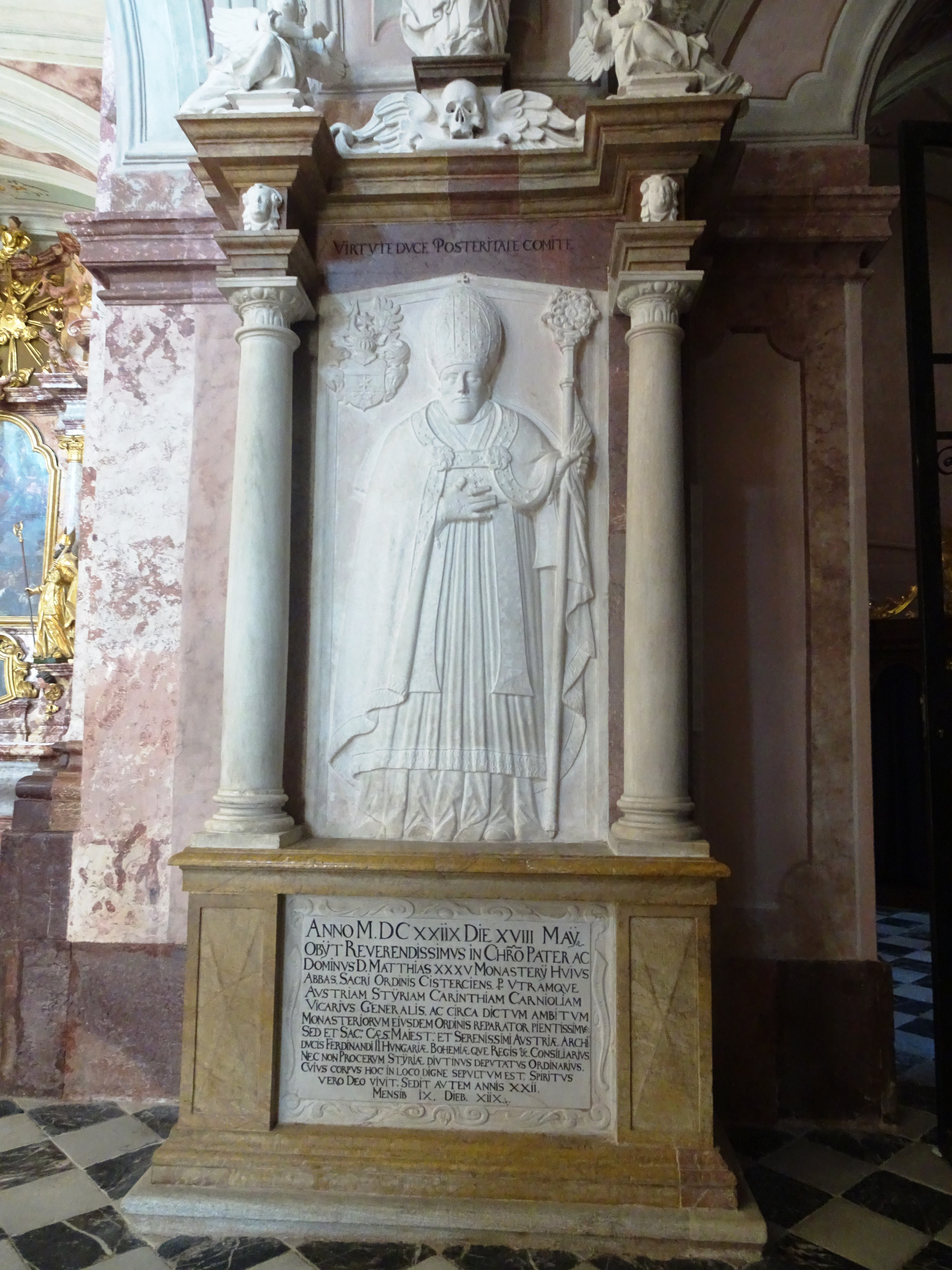
Das Grabdenkmal für Matthias Gülger in der Stiftskirche von Rein

Matthias Gülger (* Lüttich, Königreich Belgien 1565; † 18. Mai 1628 in Rein, Gratwein-Straßengel) war ein österreichischer Zisterzienser, Prior und Abt zweier Klöster.

## Leben und Werk
Gülger (auch Gilger oder Gülcher) wurde 1565 in Lüttich geboren und kam um 1588 nach Österreich. Unter Abt Johannes Rueff (1585–1599) trat er ins Stift Heiligenkreuz ein und legte 1589 seine Ordensprofess ab. Von 1590 bis 1595 war er Prior des Stiftes. 1595 verließ er das Stift aufgrund interner Konflikte, blieb aber Zisterzienser. Nachdem Gülger 1598 zum Generalkapitel nach Cîteaux gereist war, wurde er mit Erlaubnis des Generalabtes Edmund de la Croix zum Prior des Stiftes Neuberg eingesetzt. 1599 erfolgte die Ernennung Gülgers zum Abt des Neuklosters in Wiener Neustadt, das sich in personeller und finanziellen Schwierigkeiten befand.
Nach dem Tod des Reiner Abtes Georg Freyseisen wurde Gülger am 21. August 1605 zum Abt des Stiftes Rein berufen. Er erneuerte unter anderem den Konventbau des Stiftes. Seit dem 23. Mai 1609 war Gülger auch Generalvikar (Stellvertreter des Generalabtes) für Oberösterreich, Niederösterreich, Steiermark, Kärnten und Krain. Als solcher vereinte er im Generalvikariat Rein: Stift Lilienfeld, Stift Wilhering, Stift Schlierbach, Stift Neukloster, Stift Viktring, Kloster Kostanjevica (Landstrass) und Kloster Sittich. Er erhielt vom Generalkapitel des Ordens den Auftrag, das Stift St. Gotthard in Ungarn wieder für den Orden zu erwerben, was ihm aber nicht gelang. Er gewann aber das ehemalige Zisterzienserinnenkloster Schlierbach zurück und besiedelte es 1620 mit Mönchen aus dem Stift Rein. 
Gülger war zudem Geheimer Rat von den Kaisern Matthias und Ferdinand II. sowie Mitglied der Landstände der Steiermark. Am 18. Mai 1628 verstarb Matthias Gülger in Rein und wurde in der dortigen Stiftskirche beigesetzt. Ein Denkmal in der Reiner Stiftskirche, das die Steiermärkischen Stände errichten ließen, erinnert an ihn.